# Comuna Plopana, Bacău
Plopana este o comună în județul Bacău, Moldova, România, formată din satele Budești, Dorneni, Fundu Tutovei, Ițcani, Plopana (reședința), Rusenii de Sus, Rusenii Răzeși, Străminoasa și Țâgâra.

## Așezare
Comuna se află în nord-estul extrem al județului, la limita cu județul Vaslui, în zona cursului superior al râului Tutova. Este traversată de șoseaua națională DN2F, care leagă Bacăul de Vaslui. La Plopana, din acest drum se ramifică spre nord șoseaua județeană DJ241D, care duce la Lipova.

## Demografie
Componența etnică a comunei Plopana
     Români (89,57%)
     Alte etnii (0,18%)
     Necunoscută (10,26%)
Componența confesională a comunei Plopana
     Ortodocși (86,5%)
     Adventiști (1,66%)
     Alte religii (1,48%)
     Necunoscută (10,36%)
Conform recensământului efectuat în 2021, populația comunei Plopana se ridică la 2.837 de locuitori, în scădere față de recensământul anterior din 2011, când fuseseră înregistrați 3.059 de locuitori. Majoritatea locuitorilor sunt români (89,57%), iar pentru 10,26% nu se cunoaște apartenența etnică. Din punct de vedere confesional, majoritatea locuitorilor sunt ortodocși (86,5%), cu o minoritate de adventiști (1,66%), iar pentru 10,36% nu se cunoaște apartenența confesională.

## Politică și administrație
Comuna Plopana este administrată de un primar și un consiliu local compus din 13 consilieri. Primarul, Vasile Tătaru[*], de la Partidul Social Democrat, este în funcție din octombrie 2020. Începând cu alegerile locale din 2024, consiliul local are următoarea componență pe partide politice:
|  | Partid                          | Consilieri | Componența Consiliului | Componența Consiliului | Componența Consiliului | Componența Consiliului | Componența Consiliului | Componența Consiliului | Componența Consiliului | Componența Consiliului | Componența Consiliului |
|  | ------------------------------- | ---------- | ---------------------- | ---------------------- | ---------------------- | ---------------------- | ---------------------- | ---------------------- | ---------------------- | ---------------------- | ---------------------- |
|  | Partidul Social Democrat        | 9          |                        |                        |                        |                        |                        |                        |                        |                        |                        |
|  | Alianța pentru Unirea Românilor | 3          |                        |                        |                        |                        |                        |                        |                        |                        |                        |
|  | Partidul Național Liberal       | 1          |                        |                        |                        |                        |                        |                        |                        |                        |                        |

## Istorie
La sfârșitul secolului al XIX-lea, comuna făcea parte din plasa Tutova a județului Tutova și era formată din târgușorul Plopana și din satele Plopana, Ițcani, Dobreni, Fundul-Taminoasa, Bungenii Bari, Valea Dorneni, Valea Gardului și Munteni, cu o populație totală de 2834 de locuitori ce trăiau în 688 de case. În comună funcționau o moară cu aburi, o școală mixtă și patru biserici. Anuarul Socec din 1925 o consemnează în aceeași plasă, având 2196 de locuitori în satele Budești, Fundu Tutovei, Ițcani, Plopana, Rusenii Boerești, Rusenii Răzeși și Străninoasa. În 1931, satele componente ale comunei erau Budești, Dorneni, Fundu Tutovei, Ițcani, Plopana-Sat, Plopana-Târg, Rusenii Boerești, Rusenii Răzeși, Străninoasa de Jos și Străninoasa de Sus.
În 1950, comuna a trecut în administrarea raionului Bacău din regiunea Bacău. În 1968, a fost transferată la județul Bacău; tot atunci satele Plopana-Sat și Plopana-Târg au fost reunite sub numele de Plopana, Străninoasa de Jos și Străninoasa de Sus sub numele de Străminoasa, satul Rusenii Boerești a primit denumirea de Rusenii de Sus, și comunei i s-a alipit și satul Țagâra din fosta comună Satu Nou, desființată.

## Monumente istorice
Două obiective din comuna Plopana sunt incluse în lista monumentelor istorice din județul Bacău ca monumente de interes local, ambele clasificate ca monumente de arhitectură: biserica „Sfinții Voievozi” (1802) din satul Rusenii de Sus; și biserica lipovenească „la care nu s-a bătut niciun cui din fier” (secolul al XVIII-lea, cu transformări în secolul al XIX-lea) din satul Plopana.